# Yvan Rolando
Yvan Rolando (né le 31 janvier 1952 à Amos, dans la province de Québec au Canada) est un joueur professionnel québécois de hockey sur glace.

## Biographie
En 1969, il commence sa carrière avec les Alouettes de Saint-Jérôme dans la Ligue de hockey junior majeur du Québec. Il est choisi au cours du repêchage amateur 1972 dans la Ligue nationale de hockey par les Islanders de New York au 9e tour, en 129e position. Il passe professionnel avec les Nighthawks de New Haven dans la Ligue américaine de hockey en 1972.

## Statistiques
| Saison    | Équipe                    | Ligue |    | Saison régulière | Saison régulière | Saison régulière | Saison régulière | Saison régulière |   | Séries éliminatoires | Séries éliminatoires | Séries éliminatoires | Séries éliminatoires | Séries éliminatoires |
| Saison    | Équipe                    | Ligue | PJ | B                | A                | Pts              | Pun              | PJ               | B | A                    | Pts                  | Pun                  |                      |                      |
| 1969-1970 | Alouettes de Saint-Jérôme | LHJMQ | 46 | 15               | 33               | 48               | 102              | -                | - | -                    | -                    | -                    |                      |                      |
| 1970-1971 | Alouettes de Saint-Jérôme | LHJMQ | 3  | 0                | 5                | 5                | 6                | -                | - | -                    | -                    | -                    |                      |                      |
| 1970-1971 | National de Rosemont      | LHJMQ | 54 | 32               | 35               | 67               | 199              | -                | - | -                    | -                    | -                    |                      |                      |
| 1971-1972 | Rangers de Drummondville  | LHJMQ | 36 | 27               | 23               | 50               | 48               | -                | - | -                    | -                    | -                    |                      |                      |
| 1971-1972 | National de Laval         | LHJMQ | 22 | 13               | 16               | 29               | 53               | -                | - | -                    | -                    | -                    |                      |                      |
| 1972-1973 | Nighthawks de New Haven   | LAH   | 61 | 9                | 16               | 25               | 45               | -                | - | -                    | -                    | -                    |                      |                      |
| 1973-1974 | Clippers de Baltimore     | LAH   | 65 | 20               | 10               | 30               | 21               | 9                | 0 | 2                    | 2                    | 6                    |                      |                      |